# Bitwa na równinie Grenelle
Bitwa na równinie Grenelle – bitwa stoczona w roku 52 p.n.e. w pobliżu miasta Lutecja (dziś Paryż), pomiędzy armią rzymską dowodzoną przez legata Tytusa Attiusza Labienusa a powstańczą armią galijską dowodzoną przez Kamulogenusa.
W czasie kiedy Cezar po niepomyślnej kampanii w kraju Arwernów zakończonej porażką pod Gergowią, prowadził działania w kraju Eduów, jego legat Tytus Attius Labienus po otrzymaniu posiłków z Italii, pozostawił część swych sił w Agendicum (dziś Sens), jako straż przy taborach i z czterema legionami (legiony IV, VI, VII, XII) udał się do Lutecji, głównego miasta plemienia Paryzjów (Lutetia Parisiorum, dziś Paryż) położonego na wyspie na rzece Sekwanie. Paryzjowie i ich sąsiedzi stanęli bowiem po stronie Wercyngetoryksa. Rzymianie maszerowali z Agendicum wzdłuż lewego brzegu rzeki Yonne, a następnie lewego brzegu Sekwany w kierunku bagnistej doliny rzeki Essonne, która w odległości ok. 30 km na południe od Lutecji wpada do Sekwany.
Kiedy Galowie dowiedzieli się o nadejściu Rzymian, ściągnęli wojowników sąsiednich plemion – Karnetów, Senonów i Aulerków. Naczelnym wodzem połączonych sił galijskich został wybrany, mimo swego starczego wieku Kamulogenus („Syn Kamulosa”. Kamulos – bóg wojny) z plemienia Aulerków, bowiem wśród starszyzny galijskiej posiadał największe doświadczenie wojenne. Kiedy zorientował się on, że wielkie bagna utrudniające dostęp do przeprawy dochodzą do samej Sekwany, nakazał zająć stanowiska swym oddziałom i uniemożliwić Rzymianom przejście przez rzekę na jej prawy brzeg. Labienus widząc wrogie zastępy po drugiej stronie rzeki postanowił podprowadzić szopy oblężnicze, by pod ich osłoną dokonać przeprawy. Ponadto przy użyciu faszyny, ziemi i kamieni próbował zasypać bagno i zabezpieczyć drogę. Gdy przekonał się, że jest to zbyt trudne i czasochłonne wyszedł z obozu o trzeciej straży nocnej i tą samą drogą, którą przybył wrócił do miasta Metlosedum (dziś Melun) należącego do plemienia Senonów. Miasto to podobnie jak Lutecja leżało na wyspie utworzonej przez Sekwanę. Żołnierze Labienusa znaleźli na brzegu ok. 50 statków i łodzi, które powiązali ze sobą i zdobyli miasto bez walki, dzięki zaskoczeniu mieszkańców, spośród których wielu zostało powołanych pod broń i przebywali oni w obozie Kamulogenusa.
Po zajęciu miasta Rzymianie odbudowali most zerwany wcześniej przez Galów i przeprawili się na drugi, prawy brzeg Sekwany. Stąd podjęli marsz w kierunku Lutecji. Na wieść o tym Paryzjowie na wniosek starszyzny spalili swoją stolicę i zerwali mosty wiodące do miasta, a jej mieszkańcy schronili się na pobliskich, porośniętych gęstymi lasami wzgórzach. Armia pod wodzą Kamulogenusa wyszła z bagien ku brzegom Sekwany naprzeciwko Lutecji na wprost rzymskiego obozu. Labienus założył obóz w pobliżu spalonego miasta, w okolicach obecnego Saint-Germain-L'Auxerrois. Naprzeciwko rozłożyli się obozem Galowie w pobliżu obecnego Saint-Germain-des-Prés.
Dzięki dobremu wywiadowi Labienus dowiedział się o klęsce (mocno przesadzonej) Cezara pod Gergowią, w kraju Arwernów oraz o przejściu Eduów, dotychczasowych sprzymierzeńców Rzymian na stronę Wercyngetoryksa. Również plemię Bellowaków, klientów Eduów wystąpiło przeciwko Cezarowi. Labienus pojmując zagrożenie i trzeźwo oceniając swoje położenie strategiczne uznał, że należy przerwać kampanię przeciwko Paryzjom i ich sprzymierzeńcom i wycofać się do Agendicum, by tam czekać na połączenie z Cezarem. Najpierw należało jednak przeprawić się z powrotem przez rzekę i unikając starcia z Kamulogenusem wycofać się do głównej kwatery w Agendicum.
Labienus opracował plan przeprawy przez Sekwanę, mający na celu zmylenie przeciwnika i przerzucenie na kontrolowany przez Galów brzeg oddziałów potrzebnych do stawienia równorzędnej siły w przypadku ewentualnego starcia. Aby zamiary Rzymian nie dotarły zbyt wcześnie do powstańców (wśród wielu Galów służących w armii rzymskiej w oddziałach pomocniczych i jeździe, wielu było takich, którzy przekazywali informacje swym pobratymcom) narada została zwołana wieczorem
W nocy przed końcem pierwszej straży (około godziny 21.30-22.00) statki i łodzie zagarnięte pod Metlosedum obsadzone zostały legionistami i w kompletnej ciszy popłynęły około sześciu kilometrów w dół rzeki. Żołnierze wyszli na brzeg w okolicy dzisiejszego Point-du-Jour, gdzie mieli czekać na przybycie głównych sił. Labienus pozostawił na straży w obozie 5 kohort z VI legionu, gdyż według niego stanowiły najmniejszą wartość bojową. Pozostałe 5 kohort VI legionu wymaszerowało około północy w górę Sekwany jako ochrona taborów. Zgodnie z rozkazem wodza żołnierze szli czyniąc hałas i zamieszanie, żeby zwrócić uwagę nieprzyjaciela. Również równolegle do posuwających się taborów wysłane zostały w górę rzeki łodzie obsadzone legionistami mające za zadanie czynić jak najwięcej hałasu. Labienus przekonany o tym, że podstęp się udał wyszedł potajemnie z obozu na czele trzech legionów (IV, VII, XII) i pośpiesznym marszem ruszył w dół rzeki w kierunku czekających już tam łodzi i części oddziałów. Podczas ulewnej burzy, jaka się rozpętała legiony przeprawiały się przez Sekwanę nie niepokojone przez Galów. Jednak Kamulogen nie dał się zmylić i przekonany o tym, że Rzymianie chcą forsować rzekę w trzech miejscach, również rozdzielił swe siły na trzy części w taki sposób, że każdemu z oddziałów rzymskich towarzyszył odpowiedni oddział Galów. Największą część swych sił skierował równolegle do posuwających się w ciszy trzech legionów pod osobistym dowództwem Labienusa. Nie zdołał jednak zapobiec przeprawie Rzymian przez rzekę. Obie armie wczesnym świtem stanęły więc naprzeciw siebie na równinie Grenelle.
Labienus, dobrze zorientowany co do sił przeciwnika, nie czekając na to, aż w całości przeprawi się legion IV, siłami dwóch legionów (VII i XII) zaatakował Galów. Legioniści siódmego legionu ustawionego na prawym skrzydle natarli z pełnym impetem wyrzucając swe pila i zadając przeciwnikowi duże straty. W bezpośrednim starciu rozbili szyk wroga i zmusili go do ucieczki. Natomiast natarcie legionu dwunastego walczącego na lewym skrzydle pomimo gradu wyrzuconych przez legionistów oszczepów pilum, zostało zastopowane przez oddziały Galów walczące pod osobistym dowództwem Kamulogenusa. Powstańcy walczyli tu twardo i stawiali zacięty opór legionistom. Szalę zwycięstwa przechylili żołnierze siódmego legionu, którzy po rozbiciu lewego skrzydła Galów, na rozkaz trybunów wojskowych dokonali zwrotu bojowego i wychodząc na tyły oddziałów Kamulogenusa doprowadzili do ich okrążenia. Wszyscy wojownicy wraz ze swym wodzem zginęli nie prosząc o litość.
Nie był to ostateczny koniec bitwy bowiem oddział Galów pozostawiony naprzeciwko obozu rzymskiego porzucił swe stanowisko i ruszył na dźwięk trąb swoim na pomoc. Oddział ten po przybyciu na pole bitwy zajął pozycje na pobliskim wzgórzu Vaugirard. Triumfujący legioniści uderzyli na nich z wielkim impetem od razu łamiąc ich szyk bojowy i zmuszając do ucieczki. W tej sytuacji, jak pisze sam Cezar – „ Kiedy w tym stanie rzeczy zamieszali się pomiędzy swoich uciekinierów, tych, których nie ukryły lasy i wzgórza, wybiła nasza konnica”.
Po zwycięstwie legiony Labienusa, nie niepokojone przez przeciwnika pośpiesznym marszem ruszyły w kierunku Agendicum. Dotarły tam posuwając się wzdłuż lewego brzegu Sekwany oraz bagnistej rzeczki Essonne, a następnie ruszyły do kraju Lingonów na spotkanie z Cezarem, z którym połączyły się po trzech dniach.